# 全国高等学校野球選手権大会 (静岡県勢)
全国高等学校野球選手権大会における静岡県勢の成績について記す。

## 大会結果
| 年度（大会）          | 代表校                                         | 試合結果                                       | 試合結果                                       | 成績                                           |
| --------------------- | ---------------------------------------------- | ---------------------------------------------- | ---------------------------------------------- | ---------------------------------------------- |
| 1924年（第10回大会）  | 静岡中（神静・初出場）                         | 1回戦                                          | ● 4 - 5x 北海中（延長12回）                    | 初戦敗退                                       |
| 1925年（第11回大会）  | 静岡中（神静・2年連続2回目）                   | 2回戦                                          | ○ 3 - 2 愛知一中                               | ベスト8                                        |
| 1925年（第11回大会）  | 静岡中（神静・2年連続2回目）                   | 準々決勝                                       | ● 0 - 1 高松商                                 | ベスト8                                        |
| 1926年（第12回大会）  | 静岡中（神静・3年連続3回目）                   | 2回戦                                          | ○ 9 - 2 早稲田実                               | 優勝                                           |
| 1926年（第12回大会）  | 静岡中（神静・3年連続3回目）                   | 準々決勝                                       | ○ 6x - 5 前橋中（延長19回）                    | 優勝                                           |
| 1926年（第12回大会）  | 静岡中（神静・3年連続3回目）                   | 準決勝                                         | ○ 5 - 1 高松中                                 | 優勝                                           |
| 1926年（第12回大会）  | 静岡中（神静・3年連続3回目）                   | 決勝                                           | ○ 2 - 1 大連商                                 | 優勝                                           |
| 1927年（第13回大会）  | 静岡中（神静・4年連続4回目）                   | 2回戦                                          | ● 4 - 5 早稲田実                               | 初戦敗退                                       |
| 1929年（第15回大会）  | 静岡中（神静・2年ぶり5回目）                   | 2回戦                                          | ○ 5 - 1 水戸中                                 | ベスト8                                        |
| 1929年（第15回大会）  | 静岡中（神静・2年ぶり5回目）                   | 準々決勝                                       | ● 2 - 4 広島商（延長11回）                     | ベスト8                                        |
| 1930年（第16回大会）  | 静岡中（神静・2年連続6回目）                   | 2回戦                                          | ○ 5 - 4 愛知商                                 | ベスト8                                        |
| 1930年（第16回大会）  | 静岡中（神静・2年連続6回目）                   | 準々決勝                                       | ● 3 - 4 和歌山中                               | ベスト8                                        |
| 1932年（第18回大会）  | 静岡中（甲神静・2年ぶり7回目）                 | 2回戦                                          | ● 1 - 2x 松山商                                | 初戦敗退                                       |
| 1934年（第20回大会）  | 島田商（甲神静・初出場）                       | 1回戦                                          | ● 2 - 11 享栄商                                | 初戦敗退                                       |
| 1936年（第22回大会）  | 静岡商（山静・初出場）                         | 1回戦                                          | ○ 27 - 4 長野商                                | 2回戦                                          |
| 1936年（第22回大会）  | 静岡商（山静・初出場）                         | 2回戦                                          | ● 4 - 5 京阪商（延長10回）                     | 2回戦                                          |
| 1937年（第23回大会）  | 島田商（山静・3年ぶり2回目）                   | 1回戦                                          | ● 0 - 1 浅野中                                 | 初戦敗退                                       |
| 1938年（第24回大会）  | 掛川中（山静・初出場）                         | 1回戦                                          | ● 0 - 2 坂出商                                 | 初戦敗退                                       |
| 1939年（第25回大会）  | 島田商（山静・2年ぶり3回目）                   | 2回戦                                          | ○ 2 - 1 京阪商                                 | ベスト4                                        |
| 1939年（第25回大会）  | 島田商（山静・2年ぶり3回目）                   | 準々決勝                                       | ○ 2 - 1 高松商                                 | ベスト4                                        |
| 1939年（第25回大会）  | 島田商（山静・2年ぶり3回目）                   | 準決勝                                         | ● 0 - 8 海草中                                 | ベスト4                                        |
| 1940年（第26回大会）  | 島田商（山静・2年連続4回目）                   | 2回戦                                          | ○ 2 - 1 北神商（延長10回）                     | 準優勝                                         |
| 1940年（第26回大会）  | 島田商（山静・2年連続4回目）                   | 準々決勝                                       | ○ 9 - 4 千葉商                                 | 準優勝                                         |
| 1940年（第26回大会）  | 島田商（山静・2年連続4回目）                   | 準決勝                                         | ○ 6 - 2 市岡中                                 | 準優勝                                         |
| 1940年（第26回大会）  | 島田商（山静・2年連続4回目）                   | 決勝                                           | ● 1 - 2 海草中                                 | 準優勝                                         |
| 1946年（第28回大会）  | 沼津中（山静・初出場）                         | 1回戦                                          | ● 0 - 2 愛知商                                 | 初戦敗退                                       |
| 1948年（第30回大会）  | 静岡一（山静・16年ぶり8回目）                  | 1回戦                                          | ○ 6 - 3 成田                                   | 2回戦                                          |
| 1948年（第30回大会）  | 静岡一（山静・16年ぶり8回目）                  | 2回戦                                          | ● 1 - 3 岐阜一                                 | 2回戦                                          |
| 1949年（第31回大会）  | 静岡城内（山静・2年連続9回目）                 | 2回戦                                          | ● 3 - 6 芦屋                                   | 初戦敗退                                       |
| 1950年（第32回大会）  | 浜松商（山静・初出場）                         | 1回戦                                          | ○ 11 - 10 別府一                               | 2回戦                                          |
| 1950年（第32回大会）  | 浜松商（山静・初出場）                         | 2回戦                                          | ● 2 - 3 若狭（延長14回）                       | 2回戦                                          |
| 1951年（第33回大会）  | 静岡城内（山静・2年ぶり10回目）                | 1回戦                                          | ● 3 - 9 高知商                                 | 初戦敗退                                       |
| 1953年（第35回大会）  | 静岡商（山静・17年ぶり2回目）                  | 2回戦                                          | ○ 11 - 2 千葉一                                | ベスト8                                        |
| 1953年（第35回大会）  | 静岡商（山静・17年ぶり2回目）                  | 準々決勝                                       | ● 1 - 2 明治                                   | ベスト8                                        |
| 1954年（第36回大会）  | 静岡商（山静・2年連続3回目）                   | 2回戦                                          | ○ 4x - 3 高松商                                | 準優勝                                         |
| 1954年（第36回大会）  | 静岡商（山静・2年連続3回目）                   | 準々決勝                                       | ○ 2 - 1 泉陽                                   | 準優勝                                         |
| 1954年（第36回大会）  | 静岡商（山静・2年連続3回目）                   | 準決勝                                         | ○ 3 - 1 高知商                                 | 準優勝                                         |
| 1954年（第36回大会）  | 静岡商（山静・2年連続3回目）                   | 決勝                                           | ● 0 - 3 中京商                                 | 準優勝                                         |
| 1955年（第37回大会）  | 静岡（山静・4年ぶり11回目）                    | 1回戦                                          | ● 0 - 3 城東                                   | 初戦敗退                                       |
| 1956年（第38回大会）  | 静岡（山静・2年連続12回目）                    | 1回戦                                          | ● 1 - 4 伊那北（延長10回）                     | 初戦敗退                                       |
| 1957年（第39回大会）  | 清水東（山静・初出場）                         | 2回戦                                          | ● 0 - 3 法政二                                 | 初戦敗退                                       |
| 1958年（第40回大会）  | 清水東（2年連続2回目）                         | 1回戦                                          | ○ 3 - 0 八幡浜                                 | 2回戦                                          |
| 1958年（第40回大会）  | 清水東（2年連続2回目）                         | 2回戦                                          | ● 3 - 4x 姫路南                                | 2回戦                                          |
| 1959年（第41回大会）  | 静岡商（5年ぶり4回目）                         | 1回戦                                          | ○ 6 - 0 宮古                                   | 2回戦                                          |
| 1959年（第41回大会）  | 静岡商（5年ぶり4回目）                         | 2回戦                                          | ● 1 - 3 日大二（延長11回）                     | 2回戦                                          |
| 1960年（第42回大会）  | 静岡（4年ぶり13回目）                          | 1回戦                                          | ○ 2 - 0 大社                                   | 準優勝                                         |
| 1960年（第42回大会）  | 静岡（4年ぶり13回目）                          | 2回戦                                          | ○ 1 - 0 秋田商                                 | 準優勝                                         |
| 1960年（第42回大会）  | 静岡（4年ぶり13回目）                          | 準々決勝                                       | ○ 3 - 2 北海                                   | 準優勝                                         |
| 1960年（第42回大会）  | 静岡（4年ぶり13回目）                          | 準決勝                                         | ○ 3 - 1 徳島商                                 | 準優勝                                         |
| 1960年（第42回大会）  | 静岡（4年ぶり13回目）                          | 決勝                                           | ● 0 - 3 法政二                                 | 準優勝                                         |
| 1961年（第43回大会）  | 浜松商（11年ぶり2回目）                        | 1回戦                                          | ● 0 - 1 浪商                                   | 初戦敗退                                       |
| 1962年（第44回大会）  | 静岡市立（初出場）                             | 1回戦                                          | ● 0 - 5 久留米商                               | 初戦敗退                                       |
| 1963年（第45回大会）  | 静岡（3年ぶり14回目）                          | 1回戦                                          | ○ 4 - 1 市西宮                                 | 2回戦                                          |
| 1963年（第45回大会）  | 静岡（3年ぶり14回目）                          | 2回戦                                          | ● 3 - 4 銚子商                                 | 2回戦                                          |
| 1964年（第46回大会）  | 掛川西（26年ぶり2回目）                        | 1回戦                                          | △ 0 - 0 八代東（延長18回）                     | 2回戦                                          |
| 1964年（第46回大会）  | 掛川西（26年ぶり2回目）                        | 1回戦                                          | ○ 6 - 2 八代東                                 | 2回戦                                          |
| 1964年（第46回大会）  | 掛川西（26年ぶり2回目）                        | 2回戦                                          | ● 3 - 5 平安                                   | 2回戦                                          |
| 1965年（第47回大会）  | 東海大一（初出場）                             | 1回戦                                          | ○ 4 - 2 鹿沼農商                               | 2回戦                                          |
| 1965年（第47回大会）  | 東海大一（初出場）                             | 2回戦                                          | ● 1 - 11 三池工                                | 2回戦                                          |
| 1966年（第48回大会）  | 静岡商（7年ぶり5回目）                         | 1回戦                                          | ○ 4 - 0 金沢商                                 | 2回戦                                          |
| 1966年（第48回大会）  | 静岡商（7年ぶり5回目）                         | 2回戦                                          | ● 1 - 5 松山商                                 | 2回戦                                          |
| 1967年（第49回大会）  | 浜松商（6年ぶり3回目）                         | 1回戦                                          | ● 3 - 6 土佐 (延長11回)                        | 初戦敗退                                       |
| 1968年（第50回大会）  | 静岡商（2年ぶり6回目）                         | 1回戦                                          | ○ 4 - 0 伊香                                   | 準優勝                                         |
| 1968年（第50回大会）  | 静岡商（2年ぶり6回目）                         | 2回戦                                          | ○ 4 - 1 浜田                                   | 準優勝                                         |
| 1968年（第50回大会）  | 静岡商（2年ぶり6回目）                         | 3回戦                                          | ○ 14 - 0 高松商                                | 準優勝                                         |
| 1968年（第50回大会）  | 静岡商（2年ぶり6回目）                         | 準々決勝                                       | ○ 5 - 1 秋田市立                               | 準優勝                                         |
| 1968年（第50回大会）  | 静岡商（2年ぶり6回目）                         | 準決勝                                         | ○ 2 - 0 倉敷工                                 | 準優勝                                         |
| 1968年（第50回大会）  | 静岡商（2年ぶり6回目）                         | 決勝                                           | ● 0 - 1 興国                                   | 準優勝                                         |
| 1969年（第51回大会）  | 静岡商（2年連続7回目）                         | 1回戦                                          | ○ 6 - 0 東海大相模                             | ベスト8                                        |
| 1969年（第51回大会）  | 静岡商（2年連続7回目）                         | 2回戦                                          | ○ 3 - 1 日大一                                 | ベスト8                                        |
| 1969年（第51回大会）  | 静岡商（2年連続7回目）                         | 準々決勝                                       | ● 1 - 4 松山商                                 | ベスト8                                        |
| 1970年（第52回大会）  | 静岡（7年ぶり15回目）                          | 1回戦                                          | ● 0 - 16 高松商                                | 初戦敗退                                       |
| 1971年（第53回大会）  | 静岡学園（初出場）                             | 1回戦                                          | ○ 5 - 1 鶴崎工                                 | ベスト8                                        |
| 1971年（第53回大会）  | 静岡学園（初出場）                             | 2回戦                                          | ○ 14 - 1 高岡商                                | ベスト8                                        |
| 1971年（第53回大会）  | 静岡学園（初出場）                             | 準々決勝                                       | ● 0 - 3 磐城                                   | ベスト8                                        |
| 1972年（第54回大会）  | 東海大工（初出場）                             | 1回戦                                          | ○ 3 - 0 糸魚川商工                             | ベスト8                                        |
| 1972年（第54回大会）  | 東海大工（初出場）                             | 2回戦                                          | ○ 5 - 3 秋田市立                               | ベスト8                                        |
| 1972年（第54回大会）  | 東海大工（初出場）                             | 準々決勝                                       | ● 1 - 4 天理                                   | ベスト8                                        |
| 1973年（第55回大会）  | 静岡（3年ぶり16回目）                          | 2回戦                                          | ○ 10 - 0 海星                                  | 準優勝                                         |
| 1973年（第55回大会）  | 静岡（3年ぶり16回目）                          | 3回戦                                          | ○ 7 - 0 天理                                   | 準優勝                                         |
| 1973年（第55回大会）  | 静岡（3年ぶり16回目）                          | 準々決勝                                       | ○ 5 - 3 銚子商                                 | 準優勝                                         |
| 1973年（第55回大会）  | 静岡（3年ぶり16回目）                          | 準決勝                                         | ○ 6 - 0 今治西                                 | 準優勝                                         |
| 1973年（第55回大会）  | 静岡（3年ぶり16回目）                          | 決勝                                           | ● 2 - 3x 広島商                                | 準優勝                                         |
| 1974年（第56回大会）  | 静岡商（5年ぶり8回目）                         | 2回戦                                          | ○ 6 - 1 福島商                                 | ベスト8                                        |
| 1974年（第56回大会）  | 静岡商（5年ぶり8回目）                         | 3回戦                                          | ○ 7 - 1 旭川竜谷                               | ベスト8                                        |
| 1974年（第56回大会）  | 静岡商（5年ぶり8回目）                         | 準々決勝                                       | ● 0 - 1 前橋工                                 | ベスト8                                        |
| 1975年（第57回大会）  | 浜松商（8年ぶり4回目）                         | 1回戦                                          | ○ 8 - 4 竜ヶ崎一                               | 3回戦                                          |
| 1975年（第57回大会）  | 浜松商（8年ぶり4回目）                         | 2回戦                                          | ○ 6x - 5 石川                                  | 3回戦                                          |
| 1975年（第57回大会）  | 浜松商（8年ぶり4回目）                         | 3回戦                                          | ● 2 - 9 天理                                   | 3回戦                                          |
| 1976年（第58回大会）  | 東海大一（11年ぶり2回目）                      | 2回戦                                          | ○ 8 - 1 浜田                                   | 3回戦                                          |
| 1976年（第58回大会）  | 東海大一（11年ぶり2回目）                      | 3回戦                                          | ● 0 - 4 銚子商                                 | 3回戦                                          |
| 1977年（第59回大会）  | 掛川西（13年ぶり3回目）                        | 1回戦                                          | ● 1 - 4 取手二                                 | 初戦敗退                                       |
| 1978年（第60回大会）  | 静岡（5年ぶり17回目）                          | 1回戦                                          | ○ 4 - 3 鹿児島実                               | 2回戦                                          |
| 1978年（第60回大会）  | 静岡（5年ぶり17回目）                          | 2回戦                                          | ● 3 - 5 熊本工大（延長13回）                   | 2回戦                                          |
| 1979年（第61回大会）  | 富士（初出場）                                 | 2回戦                                          | ● 3 - 4x 高知（延長15回）                      | 初戦敗退                                       |
| 1980年（第62回大会）  | 浜松商（5年ぶり5回目）                         | 1回戦                                          | ○ 4 - 3 岡山理大付                             | ベスト8                                        |
| 1980年（第62回大会）  | 浜松商（5年ぶり5回目）                         | 2回戦                                          | ○ 5 - 3 大分商                                 | ベスト8                                        |
| 1980年（第62回大会）  | 浜松商（5年ぶり5回目）                         | 3回戦                                          | ○ 6 - 4 東北                                   | ベスト8                                        |
| 1980年（第62回大会）  | 浜松商（5年ぶり5回目）                         | 準々決勝                                       | ● 5 - 20 瀬田工                                | ベスト8                                        |
| 1981年（第63回大会）  | 浜松西（初出場）                               | 1回戦                                          | ○ 1 - 0 佐賀学園                               | 2回戦                                          |
| 1981年（第63回大会）  | 浜松西（初出場）                               | 2回戦                                          | ● 1 - 2 北陽                                   | 2回戦                                          |
| 1982年（第64回大会）  | 静岡（4年ぶり18回目）                          | 1回戦                                          | ● 2 - 5 池田                                   | 初戦敗退                                       |
| 1983年（第65回大会）  | 東海大一（7年ぶり3回目）                       | 1回戦                                          | ○ 13 - 1 東海大二                              | 3回戦                                          |
| 1983年（第65回大会）  | 東海大一（7年ぶり3回目）                       | 2回戦                                          | ○ 7 - 1 鳥栖                                   | 3回戦                                          |
| 1983年（第65回大会）  | 東海大一（7年ぶり3回目）                       | 3回戦                                          | ● 2 - 6 PL学園                                 | 3回戦                                          |
| 1984年（第66回大会）  | 浜松商（4年ぶり6回目）                         | 1回戦                                          | ○ 9 - 8 智弁学園                               | 2回戦                                          |
| 1984年（第66回大会）  | 浜松商（4年ぶり6回目）                         | 2回戦                                          | ● 0 - 4 松山商                                 | 2回戦                                          |
| 1985年（第67回大会）  | 東海大工（13年ぶり2回目）                      | 2回戦                                          | ● 1 - 5 津久見                                 | 初戦敗退                                       |
| 1986年（第68回大会）  | 清水市商（初出場）                             | 1回戦                                          | ● 2 - 12 松山商                                | 初戦敗退                                       |
| 1987年（第69回大会）  | 静岡（5年ぶり19回目）                          | 2回戦                                          | ● 2 - 6 関西                                   | 初戦敗退                                       |
| 1988年（第70回大会）  | 浜松商（4年ぶり7回目）                         | 2回戦                                          | ○ 3x - 2 池田（延長14回）                      | ベスト8                                        |
| 1988年（第70回大会）  | 浜松商（4年ぶり7回目）                         | 3回戦                                          | ○ 4 - 3 拓大紅陵                               | ベスト8                                        |
| 1988年（第70回大会）  | 浜松商（4年ぶり7回目）                         | 準々決勝                                       | ● 1 - 2x 沖縄水産                              | ベスト8                                        |
| 1989年（第71回大会）  | 日大三島（初出場）                             | 1回戦                                          | ● 4 - 13 熊本工                                | 初戦敗退                                       |
| 1990年（第72回大会）  | 浜松商（2年ぶり8回目）                         | 1回戦                                          | ○ 12 - 6 岡山城東                              | 2回戦                                          |
| 1990年（第72回大会）  | 浜松商（2年ぶり8回目）                         | 2回戦                                          | ● 1 - 9 仙台育英                               | 2回戦                                          |
| 1991年（第73回大会）  | 市沼津（初出場）                               | 2回戦                                          | ● 3 - 4 星稜                                   | 初戦敗退                                       |
| 1992年（第74回大会）  | 桐陽（初出場）                                 | 1回戦                                          | ○ 3 - 1 京都西                                 | 2回戦                                          |
| 1992年（第74回大会）  | 桐陽（初出場）                                 | 2回戦                                          | ● 2 - 3 広島工                                 | 2回戦                                          |
| 1993年（第75回大会）  | 掛川西（16年ぶり4回目）                        | 2回戦                                          | ● 2 - 4 高知商                                 | 初戦敗退                                       |
| 1994年（第76回大会）  | 浜松工（初出場）                               | 1回戦                                          | ● 2 - 6 佐賀商                                 | 初戦敗退                                       |
| 1995年（第77回大会）  | 韮山（初出場）                                 | 1回戦                                          | ○ 12 - 2 田辺                                  | 3回戦                                          |
| 1995年（第77回大会）  | 韮山（初出場）                                 | 2回戦                                          | ○ 6 - 1 越谷西                                 | 3回戦                                          |
| 1995年（第77回大会）  | 韮山（初出場）                                 | 3回戦                                          | ● 6 - 8 金足農                                 | 3回戦                                          |
| 1996年（第78回大会）  | 常葉菊川（初出場）                             | 1回戦                                          | ● 0 - 12 明徳義塾                              | 初戦敗退                                       |
| 1997年（第79回大会）  | 浜松工（3年ぶり2回目）                         | 1回戦                                          | ○ 4 - 2 鹿児島実                               | 3回戦                                          |
| 1997年（第79回大会）  | 浜松工（3年ぶり2回目）                         | 2回戦                                          | ○ 11 - 5 報徳学園                              | 3回戦                                          |
| 1997年（第79回大会）  | 浜松工（3年ぶり2回目）                         | 3回戦                                          | ● 2 - 3 平安                                   | 3回戦                                          |
| 1998年（第80回大会）  | 掛川西（5年ぶり5回目）                         | 1回戦                                          | ● 2 - 5 智弁和歌山                             | 初戦敗退                                       |
| 1999年（第81回大会）  | 静岡（12年ぶり20回目）                         | 1回戦                                          | ○ 8 - 0 倉吉北                                 | 3回戦                                          |
| 1999年（第81回大会）  | 静岡（12年ぶり20回目）                         | 2回戦                                          | ○ 3 - 2 甲府工（延長10回）                     | 3回戦                                          |
| 1999年（第81回大会）  | 静岡（12年ぶり20回目）                         | 3回戦                                          | ● 3 - 4 桐生第一                               | 3回戦                                          |
| 2000年（第82回大会）  | 浜松商（10年ぶり9回目）                        | 1回戦                                          | ○ 2 - 1 福井商                                 | 2回戦                                          |
| 2000年（第82回大会）  | 浜松商（10年ぶり9回目）                        | 2回戦                                          | ● 0 - 3 樟南                                   | 2回戦                                          |
| 2001年（第83回大会）  | 静岡市立（39年ぶり2回目）                      | 1回戦                                          | ● 2 - 13 智弁学園                              | 初戦敗退                                       |
| 2002年（第84回大会）  | 興誠（初出場）                                 | 2回戦                                          | ○ 9 - 8 日章学園                               | 3回戦                                          |
| 2002年（第84回大会）  | 興誠（初出場）                                 | 3回戦                                          | ● 4 - 8 遊学館                                 | 3回戦                                          |
| 2003年（第85回大会）  | 静岡（3年ぶり21回目）                          | 1回戦                                          | ○ 5x - 4 長崎日大                              | 3回戦                                          |
| 2003年（第85回大会）  | 静岡（3年ぶり21回目）                          | 2回戦                                          | ○ 3 - 2 八頭                                   | 3回戦                                          |
| 2003年（第85回大会）  | 静岡（3年ぶり21回目）                          | 3回戦                                          | ● 0 - 7 常総学院                               | 3回戦                                          |
| 2004年（第86回大会）  | 東海大翔洋（19年ぶり6回目）                    | 1回戦                                          | ○ 10 - 3 尽誠学園                              | 3回戦                                          |
| 2004年（第86回大会）  | 東海大翔洋（19年ぶり6回目）                    | 2回戦                                          | ○ 3 - 0 岡山理大付                             | 3回戦                                          |
| 2004年（第86回大会）  | 東海大翔洋（19年ぶり6回目）                    | 3回戦                                          | ● 3 - 7 中京大中京                             | 3回戦                                          |
| 2005年（第87回大会）  | 静清工（初出場）                               | 1回戦                                          | ○ 8 - 5 江の川                                 | 2回戦                                          |
| 2005年（第87回大会）  | 静清工（初出場）                               | 2回戦                                          | ● 0 - 4 宇部商                                 | 2回戦                                          |
| 2006年（第88回大会）  | 静岡商（32年ぶり9回目）                        | 1回戦                                          | ○ 8 - 2 八幡商                                 | 2回戦                                          |
| 2006年（第88回大会）  | 静岡商（32年ぶり9回目）                        | 2回戦                                          | ● 0 - 4 福知山成美                             | 2回戦                                          |
| 2007年（第89回大会）  | 常葉菊川（11年ぶり2回目）                      | 2回戦                                          | ○ 12 - 4 日大山形                              | ベスト4                                        |
| 2007年（第89回大会）  | 常葉菊川（11年ぶり2回目）                      | 3回戦                                          | ○ 4x - 3 日南学園（延長10回）                  | ベスト4                                        |
| 2007年（第89回大会）  | 常葉菊川（11年ぶり2回目）                      | 準々決勝                                       | ○ 6 - 1 大垣日大                               | ベスト4                                        |
| 2007年（第89回大会）  | 常葉菊川（11年ぶり2回目）                      | 準決勝                                         | ● 3 - 4 広陵                                   | ベスト4                                        |
| 2008年（第90回大会）  | 常葉菊川（2年連続3回目）                       | 2回戦                                          | ○ 2 - 1 福知山成美                             | 準優勝                                         |
| 2008年（第90回大会）  | 常葉菊川（2年連続3回目）                       | 3回戦                                          | ○ 11 - 8 倉敷商                                | 準優勝                                         |
| 2008年（第90回大会）  | 常葉菊川（2年連続3回目）                       | 準々決勝                                       | ○ 13 - 10 智弁和歌山                           | 準優勝                                         |
| 2008年（第90回大会）  | 常葉菊川（2年連続3回目）                       | 準決勝                                         | ○ 9 - 4 浦添商                                 | 準優勝                                         |
| 2008年（第90回大会）  | 常葉菊川（2年連続3回目）                       | 決勝                                           | ● 0 - 17 大阪桐蔭                              | 準優勝                                         |
| 2009年（第91回大会）  | 常葉橘（初出場）                               | 1回戦                                          | ○ 2 - 0 旭川大                                 | 3回戦                                          |
| 2009年（第91回大会）  | 常葉橘（初出場）                               | 2回戦                                          | ○ 7 - 6 高知                                   | 3回戦                                          |
| 2009年（第91回大会）  | 常葉橘（初出場）                               | 3回戦                                          | ● 6 - 8 明豊（延長12回）                       | 3回戦                                          |
| 2010年（第92回大会）  | 常葉橘（2年連続2回目）                         | 1回戦                                          | ● 4 - 11 北大津                                | 初戦敗退                                       |
| 2011年（第93回大会）  | 静岡（8年ぶり22回目）                          | 1回戦                                          | ● 1 - 6 習志野                                 | 初戦敗退                                       |
| 2012年（第94回大会）  | 常葉橘（2年ぶり3回目）                         | 1回戦                                          | ● 2 - 4 福井工大福井                           | 初戦敗退                                       |
| 2013年（第95回大会）  | 常葉菊川（5年ぶり4回目）                       | 2回戦                                          | ○ 5 - 3 有田工                                 | 3回戦                                          |
| 2013年（第95回大会）  | 常葉菊川（5年ぶり4回目）                       | 3回戦                                          | ● 1 - 17 鳴門                                  | 3回戦                                          |
| 2014年（第96回大会）  | 静岡（3年ぶり23回目）                          | 1回戦                                          | ● 4 - 5 星稜                                   | 初戦敗退                                       |
| 2015年（第97回大会）  | 静岡（2年連続24回目）                          | 1回戦                                          | ● 7 - 8 東海大甲府                             | 初戦敗退                                       |
| 2016年（第98回大会）  | 常葉菊川（3年ぶり5回目）                       | 2回戦                                          | ● 1 - 6 秀岳館                                 | 初戦敗退                                       |
| 2017年（第99回大会）  | 藤枝明誠（初出場）                             | 1回戦                                          | ● 6 - 7x 津田学園（延長11回）                  | 初戦敗退                                       |
| 2018年（第100回大会） | 常葉大菊川（2年ぶり6回目）                     | 1回戦                                          | ○ 8 - 7 益田東                                 | 3回戦                                          |
| 2018年（第100回大会） | 常葉大菊川（2年ぶり6回目）                     | 2回戦                                          | ○ 3 - 0 日南学園                               | 3回戦                                          |
| 2018年（第100回大会） | 常葉大菊川（2年ぶり6回目）                     | 3回戦                                          | ● 4 - 9 近江                                   | 3回戦                                          |
| 2019年（第101回大会） | 静岡（4年ぶり25回目）                          | 1回戦                                          | ● 1 - 3 津田学園                               | 初戦敗退                                       |
| 2020年（第102回大会） | （新型コロナウイルス感染症流行による大会中止） | （新型コロナウイルス感染症流行による大会中止） | （新型コロナウイルス感染症流行による大会中止） | （新型コロナウイルス感染症流行による大会中止） |
| 2021年（第103回大会） | 静岡（2大会連続26回目）                        | 1回戦                                          | ● 2 - 4 新田                                   | 初戦敗退                                       |
| 2022年（第104回大会） | 日大三島（33年ぶり2回目）                      | 1回戦                                          | ● 3 - 10 国学院栃木                            | 初戦敗退                                       |
| 2023年（第105回大会） | 浜松開誠館（初出場）                           | 1回戦                                          | ○ 5 - 2 東海大熊本星翔                         | 2回戦                                          |
| 2023年（第105回大会） | 浜松開誠館（初出場）                           | 2回戦                                          | ● 2 - 3x 北海                                  | 2回戦                                          |
| 2024年（第106回大会） | 掛川西（26年ぶり6回目）                        | 1回戦                                          | ○ 8 - 4 日本航空                               | 2回戦                                          |
| 2024年（第106回大会） | 掛川西（26年ぶり6回目）                        | 2回戦                                          | ● 0 - 2 岡山学芸館                             | 2回戦                                          |
| 2025年（第107回大会） | 聖隷クリストファー（初出場）                   | 1回戦                                          | ○ 5 - 1 明秀日立                               | 2回戦                                          |
| 2025年（第107回大会） | 聖隷クリストファー（初出場）                   | 2回戦                                          | ● 1 - 2 西日本短大付                           | 2回戦                                          |

## 通算成績
第107回大会2回戦終了時
| 出場 | 試合 | 勝利 | 敗戦 | 引分 | 勝率 | 優勝 | 準優勝 | ベスト4 | ベスト8 |
| ---- | ---- | ---- | ---- | ---- | ---- | ---- | ------ | ------- | ------- |
| 90   | 180  | 90   | 89   | 1    | .503 | 1    | 6      | 2       | 10      |

## 学校別成績
| 校名               | 出場 | 勝敗      | 直近出場 | 最高成績 | 前身校                         |
| ------------------ | ---- | --------- | -------- | -------- | ------------------------------ |
| 静岡               | 26回 | 22勝25敗  | 2021年   | 優勝1回  | 静岡中・静岡一・静岡城内       |
| 静岡商             | 9回  | 17勝9敗   | 2006年   | 準優勝   |                                |
| 浜松商             | 9回  | 11勝9敗   | 2000年   | ベスト8  |                                |
| 常葉大菊川         | 6回  | 10勝6敗   | 2018年   | 準優勝   | 常葉菊川                       |
| 東海大静岡翔洋     | 6回  | 12勝5敗   | 2004年   | ベスト8  | 東海大一、東海大工、東海大翔洋 |
| 掛川西             | 6回  | 2勝6敗1分 | 2024年   | 2回戦    | 掛川中                         |
| 島田商             | 4回  | 5勝4敗    | 1940年   | 準優勝   |                                |
| 常葉大橘           | 3回  | 2勝3敗    | 2012年   | 3回戦    | 常葉橘                         |
| 浜松工             | 2回  | 2勝2敗    | 1997年   | 3回戦    |                                |
| 清水東             | 2回  | 1勝2敗    | 1958年   | 2回戦    |                                |
| 静岡市立           | 2回  | 0勝2敗    | 2001年   | 初戦敗退 |                                |
| 日大三島           | 2回  | 0勝2敗    | 2022年   | 初戦敗退 |                                |
| 静岡学園           | 1回  | 2勝1敗    | 1971年   | ベスト8  |                                |
| 韮山               | 1回  | 2勝1敗    | 1995年   | 3回戦    |                                |
| 浜松学院           | 1回  | 1勝1敗    | 2002年   | 3回戦    | 興誠                           |
| 浜松西             | 1回  | 1勝1敗    | 1981年   | 2回戦    |                                |
| 桐陽               | 1回  | 1勝1敗    | 1992年   | 2回戦    |                                |
| 静清               | 1回  | 1勝1敗    | 2005年   | 2回戦    | 静清工                         |
| 浜松開誠館         | 1回  | 1勝1敗    | 2023年   | 2回戦    |                                |
| 聖隷クリストファー | 1回  | 1勝1敗    | 2025年   | 2回戦    |                                |
| 沼津東             | 1回  | 0勝1敗    | 1946年   | 初戦敗退 | 沼津中                         |
| 富士               | 1回  | 0勝1敗    | 1979年   | 初戦敗退 |                                |
| 清水桜が丘         | 1回  | 0勝1敗    | 1986年   | 初戦敗退 | 清水市商                       |
| 市沼津             | 1回  | 0勝1敗    | 1991年   | 初戦敗退 |                                |
| 藤枝明誠           | 1回  | 0勝1敗    | 2017年   | 初戦敗退 |                                |

- 東海大静岡翔洋は東海大一（出場3回、4勝3敗）と東海大工（出場2回、2勝2敗）の成績を含む。